# Salomone di Gerusalemme
Salomone, in arabo Salmūn ibn Zarqūn, (... – 860), è stato il patriarca di Gerusalemme tra l'855 e l'860.
Figlio di tale Zarkum,  fu eletto dal novero dei laici nel decimo anno di regno del califfo al-Mutawakkil e rimase sul trono per cinque anni, fino alla sua morte.